# Poessa argenteofrenata
Poessa argenteofrenata är en spindelart som beskrevs av Simon 1902. Poessa argenteofrenata ingår i släktet Poessa och familjen hoppspindlar. Inga underarter finns listade i Catalogue of Life.